# Плоское (местность Киева)
Пло́ское (укр. Пло́ске) — историческая местность в Подольском районе города Киева. Ориентировочно простирается между улицами Нижний Вал, Кирилловской, Заводской и Киевской гаванью.
Прилегает к местностям Рыбальский остров, Щекавица и Юрковица. На территории Плоского были впервые найдены памятники трипольской культуры, раскопана Кирилловская стоянка.
Во времена Киевской Руси была ремесленным предместьем Киева, известна, как поселение Плосколеск или Плеснеск. Было уничтожено во время нашествия войск хана Батыя. В средневековье на этом месте появилось селение Плосколеская слободка или Плоский лес. В 1539 году упоминается как с. Плоское, чьи земли в XVII столетии были разделены между Кирилловским монастырём и кафедрой католического епископа. С 1787 года — в государственном владении. В конце XVIII столетия, после обустройства русла реки Глубочицы, или Канавы, прилегающие к ней кварталы Плоского упоминаются как Заканавье. Старая застройка и планировка Плоского были уничтожены во время пожара в 1811 году. В процессе реконструкции Подола в 1810—30-е годы Плоское было поглощено им и, как самостоятельное поселение, прекратило своё существование.
В 1834—1919 годах в Киеве действовала Плосская полицейская часть (в 1797—1834 годах — 2-я Подольская часть, в 1917—1919 годах — Плосский район), которая охватывала Плоское, Куренёвку и Приорку, а до 1879 года — также Лукьяновку с Сырцом.
Название Плосская улица до 1869 года имела значительная часть современной Кирилловской улицы между Ярославской улицей и Подольским спуском.

## Транспорт
- Станция метро «Контрактовая площадь»
- Станция метро «Тараса Шевченко»